# 捍衛正義 (2007年電影)
《捍衛正義》（英語：Urban Justice，在英國記作）是一部2007年美國動作電影，由唐·方李洛伊執導兼攝影，斯蒂芬·西格尔主演。電影于2007年11月13日在录影带首映。

## 演員
- 史蒂芬·席格飾演Simon Ballister
- 艾迪·葛瑞芬飾演Armand Tucker
- 卡門·賽拉諾飾演Alice Park
- Cory Hart飾演Max Ballister
- Liezl Carstens飾演Linda
- 柯克·B·R·華勒飾演Frank Shaw
- 傑德·約克飾演Gary Middleton
- 丹尼·崔喬飾演El Chivo

## 外部連結
- 互联网电影数据库（IMDb）上《捍衛正義》的资料（英文）
- 爛番茄上《捍衛正義》的資料（英文）